# Hans Richard Dreger
Hans Richard Dreger (22. září 1853 Berlín – 2. ledna 1913 Vídeň) byl rakousko-uherský admirál. Jako absolvent námořní akademie sloužil u c. k. námořnictva od roku 1871 a kromě důstojnické služby na různých lodích působil také v administraci na ministerstvu války. Nakonec byl ředitelem Hydrografického úřadu v Pule (1905–1908) a před odchodem do penze získal hodnost kontradmirála.

## Biografie

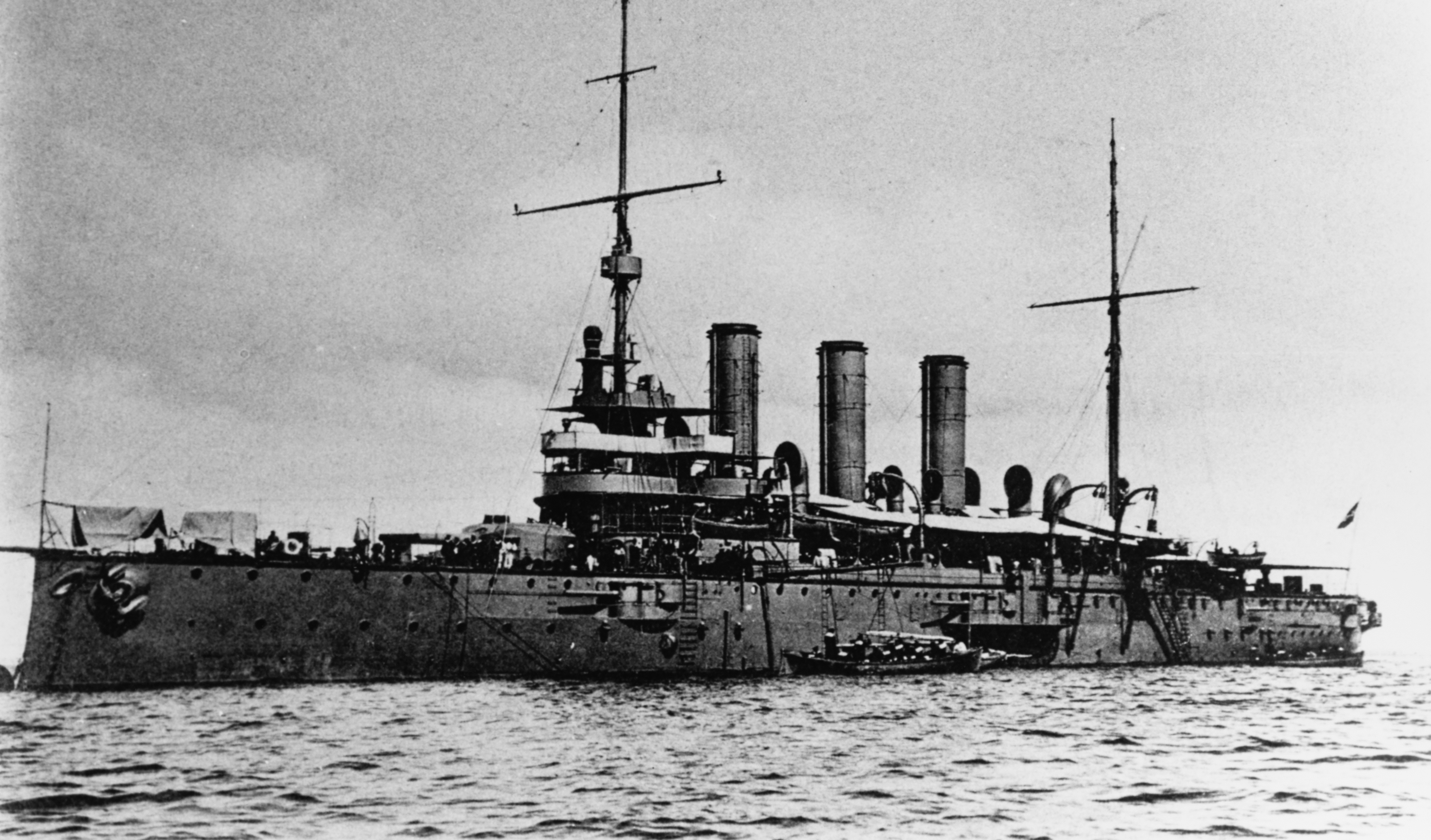
SMS Kaiser Karl VI., vlajková loď Richarda Dregera v letech 1902–1903

Pocházel z rodiny původem z Erfurtu, byl synem učitele a novináře Carla Friedricha Dregera (1825–1896). Studoval na gymnáziu v Terstu a pokračoval na C. k. námořní akademii v Rijece (1867–1871). K námořnictvu vstoupil jako kadet v roce 1871 a kromě služby na různých lodích vystřídal působení u jednotek námořní pěchoty a u arzenálu v Pule. V roce 1874 získal hodnost praporčíka. Několik let strávil u Hydrografického úřadu v Pule a v roce 1883 byl povýšen na poručíka II. třídy. V letech 1887–1890 byl přidělen k Vojenskému geografickému institutu ve Vídni a mezitím získal hodnost poručíka I. třídy (1886). Sloužil také na výcvikové lodi SMS Novara a následně byl důstojníkem dělostřelectva na obrněných lodích SMS Kronprinzessin Erzherzogin Stephanie, SMS Don Juan d'Austria nebo křižníku SMS Kaiser Franz Joseph I.
K datu 1. listopadu 1894 byl povýšen do hodnosti korvetního kapitána a od srpna 1895 do srpna 1896 byl velitelem staniční lodi SMS Taurus v Istanbulu. V letech 1896–1899 byl zástupcem ředitele operační kanceláře námořní sekce na ministerstvu války ve Vídni. Na lodi SMS Najade byl pověřen průzkumem pobřeží Istrie, Dalmácie, Černé Hory a Albánie (1899–1902), mezitím získal hodnost fregatního kapitána (1. ledna 1899). K datu 1. listopadu 1901 byl povýšen na kapitána řadové lodi a v letech 1902–1903 byl velitelem bitevní lodi SMS Kaiser Karl VI., s níž absolvoval cestu na Dálný východ. Poté byl přeložen k námořnímu sborovému velitelství v Pule a několikrát převzal velení admirálské jachty SMS Pelikan, vlajkové lodi vrchního velitele námořnictva Rudolfa Montecuccoliho.
V letech 1905–1908 zastával funkci ředitele Hydrografického úřadu v Pule a k datu 1. listopadu 1906 byl povýšen do hodnosti kontradmirála. Ke dni 1. listopadu 1908 byl penzionován a od té doby žil v soukromí ve Vídni, kde také zemřel. 

## Řády a vyznamenání
Během služby u námořnictva získal několik ocenění v Rakousku-Uhersku i v zahraničí.

### Rakousko-Uhersko
- Vojenský záslužný kříž (1892)
- Služební odznak pro důstojníky III. třídy (1897)
- Jubilejní pamětní medaile (1898)
- Vojenská záslužná medaile (1899)
- rytířský kříž Leopoldova řádu (1908)
- Vojenský jubilejní kříž (1908)

### Zahraničí
- Řád Osmanie III. třídy (1897, Osmanská říše)
- komandérský kříž Řádu meče (1905, Švédsko)
- velkokříž Námořního záslužného kříže (1907, Španělsko)